# André Oliveira de Lima
André, auch André Beleza genannt, (* 20. April 1985 in Natal, Brasilien; vollständiger Name André Oliveira de Lima) ist ein brasilianischer Fußballspieler.

## Karriere
André begann seine Karriere beim São Gonçalo FC in Brasilien. Für ein Jahr ging er zum Ceará SC, bevor er für zwei Jahre zum Iraty SC wechselte. Dort wurde der FC Santos 2006 auf ihn aufmerksam und lieh ihn  aus. Im Januar 2007 wechselte André gemeinsam mit seinem Landsmann Tiago zum deutschen Zweitligisten 1. FC Köln, bei dem er nun einen Vertrag bis 2011 erhielt. In der Hinrunde der Saison 2008/09 wurde er, nach dem Aufstieg der Kölner, an Náutico Capibaribe verliehen. Nach Auslaufen des Leihvertrags im Januar 2009 wurde sein Vertrag mit dem 1. FC Köln in beiderseitigem Vernehmen aufgelöst. Daraufhin wechselte er wieder zurück nach Brasilien. Er ging im Jahr 2009 wieder zu Iraty SC. 2010 wurde er für drei Monate an den ABC Natal verliehen. Anfang 2011 wechselte er bis zum Sommer zu Botafogo FR. Anschließend ging er zum América FC (RN), bei dem er bis zum Sommer 2012 blieb. Sein Vertrag wurde nicht verlängert und André war für einige Zeit vereinslos. Danach spielte er immer wieder bei kleineren brasilianischen Vereinen in unteren Ligen.

## Erfolge
- Aufstieg in die Fußball-Bundesliga mit dem 1. FC Köln 2007/08